# Оболенский, Владимир Иванович
Владимир Иванович Оболенский — удельный князь оболенский на службе у литовских князей. 
Происходил от Святого Михаила Черниговского. Пятый из шестерых сыновей князя Ивана Константиновича Оболенского. Рюрикович в XVII поколении, один из многочисленных князей Оболенских. Имел 4 сыновей: Ивана Лыко, Василия Кашу, Михаила  и Фёдора, которые перешли на службу московским князьям.